# دوغلاس دبليو. بيترسن
دوغلاس دبليو. بيترسن (بالإنجليزية: Douglas W. Petersen)‏ هو سياسي أمريكي، ولد في 7 مارس 1948، وتوفي في 1 يوليو 2014. حزبياً، نشط في الحزب الديمقراطي. وقد انتخب عضو مجلس نواب ماساتشوستس.